# Calanthemis schmidi
Calanthemis schmidi là một loài bọ cánh cứng trong họ Cerambycidae.